# Втори косовски-метохски народоосвободителен батальон „Борис Вукмирович“
Втори косовски-метохски народоосвободителен батальон „Борис Вукмирович“ e е комунистическа партизанска единица във Вардарска Македония, участвала в така наречената Народоосвободителна войска на Македония.
Създаден е на 20 септември 1943 година в планината Дайти, Албания. Състои се от 140 души от Косово и Метохия и Македония. Част от тях са освободени от затвора в Тирана, както и от лагера Порто Романо след като Италия капитулира. В началото на октомври батальонът заминава за Дебър. Там в района към него се присъединяват още 40 души от Шарпланинският народоосвободителен партизански отряд. Политически комисар е Мирко Арсениевич. Батальонът взема участие в освобождаването на Кичево на 1 ноември. Между 1 и 6 ноември води битка с немски и балистки сили при Буковик. На 11 ноември 1943 година при село Сливово батальона се влива в състава на първа македонско-косовска ударна бригада.